# Список эпизодов телесериала «Их перепутали в роддоме»
Список серий американского драматического телесериала «Их перепутали в роддоме», который выходил в эфир на телеканале Freeform с 6 июня 2011 года по 11 апреля 2017 года. Телесериал создан Лиззи Уайсс и повествует о двух девочках-подростках, которые узнают, что были перепутаны при рождении.

## Обзор сезонов
| Сезоны | Сезоны | Эпизоды | Оригинальная дата показа | Оригинальная дата показа |
| Сезоны | Сезоны | Эпизоды | Премьера сезона          | Финал сезона             |
| ------ | ------ | ------- | ------------------------ | ------------------------ |
|        | 1      | 30      | 6 июня 2011              | 22 октября 2012          |
|        | 2      | 21      | 7 января 2013            | 19 августа 2013          |
|        | 3      | 22      | 13 января 2014           | 8 декабря 2014           |
|        | 4      | 20      | 6 января 2015            | 26 октября 2015          |
|        | 5      | 10      | 24 января 2017           | 11 апреля 2017           |

## Список серий

### Сезон 1 (2011—2012)
| № общий | № в сезоне | Название                                                                                   | Режиссёр         | Автор сценария                       | Дата премьеры    | Зрители в США (млн) |
| ------- | ---------- | ------------------------------------------------------------------------------------------ | ---------------- | ------------------------------------ | ---------------- | ------------------- |
| 1       | 1          | «Это не труба» «This Is Not a Pipe»                                                        | Стив Майнер      | Лиззи Уайсс                          | 6 июня 2011      | 3.30                |
| 2       | 2          | «Американская готика» «American Gothic»                                                    | Стив Майнер      | Лиззи Уайсс                          | 13 июня 2011     | 2.92                |
| 3       | 3          | «Портрет моего отца» «Portrait of My Father»                                               | Майкл Шульц      | Бекки Хартман-Эдвардс                | 20 июня 2011     | 2.77                |
| 4       | 4          | «Танец среди кинжалов» «Dance Amongst Daggers»                                             | Стив Майнер      | Чад Файвэш и Джеймс Стотеро          | 27 июня 2011     | 2.80                |
| 5       | 5          | «Собаки играют в покер» «Dogs Playing Poker»                                               | Бетани Руни      | Джой Грегори                         | 4 июля 2011      | 1.68                |
| 6       | 6          | «Постоянство памяти» «The Persistence of Memory»                                           | Джеймс Л. Конуэй | Генри Роблес                         | 11 июля 2011     | 2.63                |
| 7       | 7          | «Охота на оленя» «The Stag Hunt»                                                           | Майкл Ланж       | Шон Рейкрафт                         | 18 июля 2011     | 2.69                |
| 8       | 8          | «Ящик Пандоры» «'Pandora's Box'»                                                           | Элоди Кин        | Беки Хартман-Эдвардс и Лиззи Уайсс   | 25 июля 2011     | 3.14                |
| 9       | 9          | «Потерянный рай» «Paradise Lost»                                                           | Рон Лагомарсино  | Чад Файвэш и Джеймс Стотеро          | 1 августа 2011   | 2.79                |
| 10      | 10         | «Возвращение домой» «The Homecoming»                                                       | Дэвид Пеймер     | Лиззи Уайсс                          | 8 августа 2011   | 2.84                |
| 11      | 11         | «Звёздная ночь» «Starry Night»                                                             | Стив Майнер      | Лиззи Уайсс                          | 3 января 2012    | 2.74                |
| 12      | 12         | «Буря» «The Tempest»                                                                       | Мэл Дэмски       | Энн Кенни                            | 10 января 2012   | 2.07                |
| 13      | 13         | «Автопортрет с перевязанными ушами» «Self-Portrait with a Bandaged Ear»                    | Стив Майнер      | Бекки Хартман-Эдвардс                | 17 января 2012   | 1.99                |
| 14      | 14         | «Сестры Д'Эстре» «'Les Soeurs D'Estrees'»                                                  | Арлин Сэнфорд    | Джой Грегори                         | 24 января 2012   | 1.90                |
| 15      | 15         | «Изгнание из райского сада» «Expulsion from the Garden of Eden»                            | Стив Майнер      | Чад Файвэш и Джеймс Стотеро          | 31 января 2012   | 1.93                |
| 16      | 16         | «Две Фриды» «Las Dos Fridas»                                                               | Крис Грисмер     | Генри Роблес                         | 7 февраля 2012   | 1.82                |
| 17      | 17         | «Защити меня от того, что я хочу» «Protect Me from What I Want»                            | Дэвид Пеймер     | Бекки Хартман-Эдвардс и Лиззи Уайсс  | 14 февраля 2012  | 1.46                |
| 18      | 18         | «Мастерская художника» «The Art of Painting»                                               | Норман Бакли     | Джой Грегори и Энн Кенни             | 21 февраля 2012  | 1.79                |
| 19      | 19         | «Написать одинокому солдату» «Write a Lonely Soldier»                                      | Бетани Руни      | Чад Файвэш и Джеймс Стотеро          | 28 февраля 2012  | 1.51                |
| 20      | 20         | «Внимание, марш» «Game On»                                                                 | Рон Лагомарсино  | Бекки Хартман-Эдвардс и Лиззи Уайсс  | 6 марта 2012     | 1.48                |
| 21      | 21         | «Сон разума рождает чудовищ» «The Sleep of Reason Produces Monsters»                       | Элоди Кин        | Джой Грегори и Генри Роблес          | 13 марта 2012    | 1.70                |
| 22      | 22         | «Венера, Амур, глупость и время» «Venus, Cupid, Folly, and Time»                           | Майкл Ланж       | Лиззи Уайсс                          | 20 марта 2012    | 1.71                |
| 23      | 23         | «Это цвет моей мечты» «This Is the Color of My Dreams»                                     | Стив Майнер      | Лиззи Уайсс                          | 3 сентября 2012  | 2.25                |
| 24      | 24         | «Нежданный гость» «The Intruder»                                                           | Патрик Норрис    | Чад Файвэш и Джеймс Стотеро          | 10 сентября 2012 | 1.67                |
| 25      | 25         | «Шок от увиденного» «The Shock of Being Seen»                                              | Стив Майнер      | Джой Грегори и Бекки Хартман-Эдвардс | 17 сентября 2012 | 1.58                |
| 26      | 26         | «Дерево Прощения» «Tree of Forgiveness»                                                    | Дэвид Пеймер     | Ариэль Рубин и Майкл Росс            | 24 сентября 2012 | 1.41                |
| 27      | 27         | «Декларация независимости» «The Declaration of Independence»                               | Стив Майнер      | Энн Кенни                            | 1 октября 2012   | 1.44                |
| 28      | 28         | «Мы сами пробоины наших собственных кораблей» «We Are the Kraken of Our Own Sinking Ships» | Рон Лагомарсино  | Генри Роблес                         | 8 октября 2012   | 1.56                |
| 29      | 29         | «Суд» «The Trial»                                                                          | Бетани Руни      | Джой Грегори и Бекки Хартман-Эдвардс | 15 октября 2012  | 1.45                |
| 30      | 30         | «Уличный шум проникает в дом» «Street Noises Invade the House»                             | Стив Майнер      | Лиззи Уайсс                          | 22 октября 2012  | 1.78                |

### Сезон 2 (2013)
| № общий | № в сезоне | Название | Режиссёр                     | Автор сценария                            | Дата премьеры   | Зрители в США (млн) |
| ------- | ---------- | --- | ---------------------------- | ----------------------------------------- | --------------- | ------------------- |
| 31      | 1          | «Дверь к свободе» «The Door to Freedom»                                                                                   | Стив Майнер                  | Лиззи Уайсс                               | 7 января 2013   | 1.70                |
| 32      | 2          | «Пробуждение совести» «The Awakening Conscience»                                                                          | Фред Гербер                  | Джой Грегори и Bekah Brunstetter          | 14 января 2013  | 1.65                |
| 33      | 3          | «Дуэль двух дам» «Duel Between Two Women»                                                                                 | Джон Беринг                  | Энн Кенни                                 | 21 января 2013  | 1.74                |
| 34      | 4          | «Украшения для Чераде» «Dressing for the Charade»                                                                         | Мелани Майрон                | Чад Файвэш и Джеймс Стотеро               | 28 января 2013  | 1.76                |
| 35      | 5          | «Приобретенная неспособность к бегству» «The Acquired Inability to Escape»                                                | Зетна Фуэнтес                | Джой Грегори и Генри Роблес               | 4 февраля 2013  | 1.79                |
| 36      | 6          | «Человек/Нужда/Желание» «Human/Need/Desire»                                                                               | Норман Бакли                 | Лиззи Уайсс и Bekah Brunstetter           | 11 февраля 2013 | 1.65                |
| 37      | 7          | «Поездка на ноже» «Drive in the Knife»                                                                                    | Стив Майнер и Джеймс Стотеро | Джозеф Дагерти                            | 18 февраля 2013 | 1.52                |
| 38      | 8          | «Канатоходец» «Tight Rope Walker»                                                                                         | Джоанна Кернс                | Энн Кенни и Генри Роблес                  | 25 февраля 2013 | 1.69                |
| 39      | 9          | «Восстание» «Uprising» | Стив Майнер                  | Лиззи Уайсс                               | 4 марта 2013    | 1.63                |
| 40      | 10         | «Представляем чудо» «Introducing the Miracle»                                                                             | Рон Лагомарсино              | Бекки Хартман-Эдвардс и Лиззи Уайсс       | 11 марта 2013   | 1.75                |
| 41      | 11         | «Разделение матери и дочери» «Mother and Child Divided»                                                                   | Рон Лагомарсино              | Лиззи Уайсс                               | 10 июня 2013    | 1.66                |
| 42      | 12         | «Кривой дом» «Distorted House»                                                                                            | Фред Гербер                  | Джой Грегори и Генри Роблес               | 17 июня 2013    | 1.62                |
| 43      | 13         | «Добрый самаритянин» «The Good Samaritan»                                                                                 | Зетна Фуэнтес                | Бекки Хартман-Эдвардс и Bekah Brunstetter | 24 июня 2013    | 1.76                |
| 44      | 14         | «Он сделал, что хотел» «He Did What He Wanted»                                                                            | Стив Майнер                  | Лиззи Уайсс и Майкл Росс                  | 1 июля 2013     | 1.61                |
| 45      | 15         | «Пушистый Иисус» «Ecce Mono»                                                                                              | Дэвид Пеймер                 | Чад Файвэш и Джеймс Стотеро               | 8 июля 2013     | 2.02                |
| 46      | 16         | «Физическая невозможность смерти в сознании живущего» «The Physical Impossibility of Death in the Mind of Someone Living» | Мелани Майрон                | Darla Lansu                               | 15 июля 2013    | 1.75                |
| 47      | 17         | «Благоразумие, алчность, похоть, правосудие, гнев» «Prudence, Avarice, Lust, Justice, Anger»                              | Лиа Томпсон                  | Терренс Коли и Бекки Хартман-Эдвардс      | 22 июля 2013    | 1.76                |
| 48      | 18         | «В глубине тени» «As the Shadows Deepen»                                                                                  | Венди Станцлер               | Джой Грегори и Генри Роблес               | 29 июля 2013    | 1.76                |
| 49      | 19         | «Чем выше взлетаешь, тем больнее падать» «What Goes Up Must Come Down»                                                    | Джоанна Кернс                | Bekah Brunstetter и Лиззи Уайсс           | 5 августа 2013  | 1.68                |
| 50      | 20         | «Весельчаки» «The Merrymakers»                                                                                            | Зетна Фуэнтес                | Джеймс Стотеро и Чад Файвэш               | 12 августа 2013 | 1.60                |
| 51      | 21         | «Отправление из лета» «Departure of Summer»                                                                               | Стив Майнер                  | Бекки Хартман-Эдвардс и Лиззи Уайсс       | 19 августа 2013 | 1.96                |

### Сезон 3 (2014)
| № общий | № в сезоне | Название | Режиссёр         | Автор сценария                   | Дата премьеры   | Зрители в США (млн) |
| ------- | ---------- | --- | ---------------- | -------------------------------- | --------------- | ------------------- |
| 52      | 1          | «Тонущая девушка» «Drowning Girl» | Джеймс Хейман    | Лиззи Уайсс                      | 13 января 2014  | 1.76                |
| 53      | 2          | «Твоё тело поле битвы» «Your Body Is a Battleground»                                                                                             | Лиа Томпсон      | Джеймс Стотеро и Чад Файвэш      | 20 января 2014  | 1.56                |
| 54      | 3          | «Фонтан» «Fountain» | Аллан Аркуш      | Джой Грегори и Терренс Коли      | 27 января 2014  | 1.55                |
| 55      | 4          | «Тяжело ждать с любовью, если любовь где-то далеко» «It Hurts to Wait with Love If Love Is Somewhere Else»                                       | Мелани Майрон    | Линда Гейс и Генри Роблес        | 3 февраля 2014  | 1.62                |
| 56      | 5          | «Где ваша храбрость?» «Have You Really the Courage?»                                                                                             | Зетна Фуэнтес    | Bekah Brunstetter                | 10 февраля 2014 | 1.70                |
| 57      | 6          | «Крик» «The Scream» | Джонатан Фрейкс  | Чад Файвэш и Джеймс Стотеро      | 17 февраля 2014 | 1.70                |
| 58      | 7          | «Память это ваше изображение совершенства» «Memory Is Your Image of Perfection»                                                                  | Ли Роуз          | Терренс Коли                     | 24 февраля 2014 | 1.63                |
| 59      | 8          | «Танцуй со мной до конца жизни» «Dance Me to the End of Love»                                                                                    | Миллисент Шелтон | Майкл Росс и Лиззи Уайсс         | 3 марта 2014    | 1.61                |
| 60      | 9          | «Прошлое» «The Past (Forgotten-Swallowed)» | Фред Гербер      | Джой Грегори                     | 10 марта 2014   | 1.39                |
| 61      | 10         | «Засада» «The Ambush» | Аллан Аркуш      | Генри Роблес и Bekah Brunstetter | 17 марта 2014   | 1.18                |
| 62      | 11         | «Любовь соблазняет невинность, удовольствие захватывает, а раскаяние преследует» «Love Seduces Innocence, Pleasure Entraps, and Remorse Follows» | Норман Бакли     | Линда Гэйс и Лиззи Уайсс         | 24 марта 2014   | 1.30                |
| 63      | 12         | «Любовь среди руин» «Love Among the Ruins» | Стив Майнер      | Лиззи Уайсс                      | 16 июня 2014    | 1.17                |
| 64      | 13         | «Как снежный ком с горы» «Like a Snowball Down a Mountain»                                                                                       | Мелани Майрон    | Чад Файвэш и Джеймс Стотеро      | 23 июня 2014    | 1.41                |
| 65      | 14         | «О, будущее!» «Oh, Future!» | Зетна Фуэнтес    | Генри Роблес                     | 30 июня 2014    | 1.15                |
| 66      | 15         | «Несущие свет» «And We Bring the Light» | Джеймс Хейман    | Alexander Georgakis              | 7 июля 2014     | 1.33                |
| 67      | 16         | «Изображение исчезает» «The Image Disappears» | Венди Станцлер   | Терренс Коли и Линда Гэйс        | 14 июля 2014    | 1.56                |
| 68      | 17         | «Девушка с маской смерти» «Girl with Death Mask (She Plays Alone)»                                                                               | Джоанна Кернс    | Bekah Brunstetter и Лиззи Уайсс  | 21 июля 2014    | 1.36                |
| 69      | 18         | «Это не то, что ты думаешь» «'It Isn't What You Think'»                                                                                          | Рон Лагомарсино  | J.R. Phillips и Генри Роблес     | 28 июля 2014    | 1.13                |
| 70      | 19         | «Ты не ускользнешь» «You Will Not Escape» | Майкл Ланж       | Джой Грегори                     | 4 августа 2014  | 1.29                |
| 71      | 20         | «Девушка на скале» «The Girl on the Cliff» | Д.В. Моффетт     | Линда Гэйс                       | 11 августа 2014 | 1.06                |
| 72      | 21         | «И жизнь начинается прямо сейчас» «And Life Begins Right Away»                                                                                   | Мелани Майрон    | Лиззи Уайсс и Уильям Х. Браун    | 18 августа 2014 | 1.29                |
| 73      | 22         | «Рождественские гадалки» «Yuletide Fortune Tellers»                                                                                              | Майкл Гроссман   | Терренс Коли и Лиззи Уайсс       | 8 декабря 2014  | 1.40                |

### Сезон 4 (2015)
| № общий | № в сезоне | Название | Режиссёр         | Автор сценария                     | Дата премьеры    | Зрители в США (млн) |
| ------- | ---------- | --- | ---------------- | ---------------------------------- | ---------------- | ------------------- |
| 74      | 1          | «И это не подлежит изменению» «And It Cannot Be Changed»                                                                                       | Стив Майнер      | Лиззи Уайсс                        | 6 января 2015    | 1.29                |
| 75      | 2          | «Опираясь на волны» «Bracing the Waves» | Майкл Ланж       | Генри Роблес                       | 13 января 2015   | 1.15                |
| 76      | 3          | «Я запираю дверь на себя» «I Lock the Door Upon Myself»                                                                                        | Гленн Стилман    | Уильям Х. Браун и Терренс Коли     | 20 января 2015   | 1.21                |
| 77      | 4          | «Мы были так близки, что ничто не стояло между нами» «We Were So Close That Nothing Use to Stand Between Us»                                   | Аллан Аркуш      | Линда Гэйс и Bekah Brunstetter     | 27 января 2015   | 1.30                |
| 78      | 5          | «Первое четкое слово» «At the First Clear Word»                                                                                                | Мелани Майрон    | Лиззи Уайсс и Джой Грегори         | 3 февраля 2015   | 1.24                |
| 79      | 6          | «Черное и серое» «Black and Gray» | Рон Лагомарсино  | Генри Роблес и Darla Lansu         | 10 февраля 2015  | 1.34                |
| 80      | 7          | «Туман и гроза и дождь» «Fog and Storm and Rain»                                                                                               | Лиа Томпсон      | Уильям Х. Браун                    | 17 февраля 2015  | 1.25                |
| 81      | 8          | «Искусство, как любовь, преданность» «Art Like Love Is Dedication»                                                                             | Джонатан Фрейкс  | Линда Гэйс                         | 24 февраля 2015  | 0.95                |
| 82      | 9          | «Выбор игрока» «'The Player's Choice'» | Дэвид Пеймер     | Терренс Коли                       | 3 марта 2015     | 0.96                |
| 83      | 10         | «Там мое сердце» «There Is My Heart» | Норман Бакли     | Bekah Brunstetter и Лиззи Уайсс    | 10 марта 2015    | 1.06                |
| 84      | 11         | «Чтобы отгонять призраков» «To Repel Ghosts»                                                                                                   | Миллисент Шелтон | Лиззи Уайсс                        | 24 августа 2015  | 0.98                |
| 85      | 12         | «Как такая девушка, как ты, становится такой девушкой, как ты» «How Does a Girl Like You Get to Be a Girl Like You»                            | Зетна Фуэнтес    | Bekah Brunstetter                  | 31 августа 2015  | 0.87                |
| 86      | 13         | «Между надеждой и страхом» «Between Hope and Fear»                                                                                             | Дэвид Пеймер     | Лиззи Уайсс и Дейна Линн Норт      | 7 сентября 2015  | 0.99                |
| 87      | 14         | «Мы скорбим, мы рыдаем, мы снова любим» «We Mourn, We Weep, We Love Again»                                                                     | Рон Лагомарсино  | Генри Роблес и Alexander Georgakis | 14 сентября 2015 | 1.00                |
| 88      | 15         | «Вместо того, чтобы проклинать тьму, лучше зажечь маленький фонарь» «'Instead of Damning the Darkness, It's Better to Light a Little Lantern'» | Майкл Ланж       | Линда Гэйс и Лиззи Уайсс           | 21 сентября 2015 | 0.70                |
| 89      | 16         | «Заимствование стрелы врага» «'Borrowing Your Enemy's Arrows'»                                                                                 | Д.В. Моффетт     | Уильям Х. Браун                    | 28 сентября 2015 | 0.76                |
| 90      | 17         | «Победителю достаются трофеи» «To the Victor Belong the Spoils»                                                                                | Джей Карас       | Т.Дж. Брэйди и Рашид Ньюсон        | 5 октября 2015   | 0.79                |
| 91      | 18         | «Отель мечты» «The Accommodations of Desire»                                                                                                   | Майкл Гроссман   | Генри Роблес и Дейна Линн Норт     | 12 октября 2015  | 0.75                |
| 92      | 19         | «Безумное чаепитие» «A Mad Tea Party» | Карлос Гонсалес  | Линда Гэйс                         | 19 октября 2015  | 0.95                |
| 93      | 20         | «И всегда в поисках красоты» «And Always Searching for Beauty»                                                                                 | Мелани Майрон    | Лиззи Уайсс и Bekah Brunstetter    | 26 октября 2015  | 0.83                |

### Сезон 5 (2017)
| № общий | № в сезоне | Название                                                    | Режиссёр         | Автор сценария                    | Дата премьеры   | Зрители в США (млн) |
| ------- | ---------- | ----------------------------------------------------------- | ---------------- | --------------------------------- | --------------- | ------------------- |
| 94      | 1          | «Вызов» «The Call»                                          | Аллан Аркуш      | Лиззи Уайсс                       | 31 января 2017  | 0,60                |
| 95      | 2          | «Это имеет отношение ко мне» «This Has to Do with Me»       | Д.В. Моффетт     | Уильям Х. Браун и Liz Sczudlo     | 7 февраля 2017  | 0,54                |
| 96      | 3          | «Сюрприз» «Surprise»                                        | Стивен Толкин    | Терренс Коли и Колин Вейт         | 14 февраля 2017 | 0,52                |
| 97      | 4          | «Соотношение линий и цветов» «Relation of Lines and Colors» | Карлос Гонсалес  | Линда Гэйс и J.R. Phillips        | 21 февраля 2017 | 0,52                |
| 98      | 5          | «Овладеть правдой» «Occupy Truth»                           | Джефф Бёрд       | Talicia Raggs и Лиззи Уайсс       | 28 февраля 2017 | 0,51                |
| 99      | 6          | «Четыре возраста в жизни» «Four Ages in Life»               | Дженис Кук       | Терренс Коли и Ленн К. Розенфельд | 7 марта 2017    | 0,44                |
| 100     | 7          | «Память (Сердца)» «Memory (The Heart)»                      | Лиа Томпсон      | Линда Гэйс                        | 21 марта 2017   | 0,50                |
| 101     | 8          | «Оставшись на попечении» «Left in Charge»                   | Даун Уилкинсон   | Liz Sczudlo                       | 28 марта 2017   | 0,47                |
| 102     | 9          | «Волк ждет» «The Wolf is Waiting»                           | Джилл Д’Агненика | Терренс Коли и Уильям Х. Браун    | 4 апреля 2017   | 0,43                |
| 103     | 10         | «Да здравствует любовь» «Long Live Love»                    | Стив Майнер      | Линда Гэйс и Лиззи Уайсс          | 11 апреля 2017  | 0,49                |